# 溫徹斯特鎮區 (明尼蘇達州諾曼縣)
溫徹斯特鎮區（英語：Winchester Township）是位於美國明尼蘇達州諾曼縣的一個行政鎮區。

## 歷史
溫徹斯特鎮區於1854年成立，得名自愛荷華州的溫徹斯特。

## 地方資料
溫徹斯特鎮區的面積為93.03平方千米，當中陸地面積為92.96平方千米，而水域面積為0.06平方千米。根據2020年美國人口普查的數據，當地共有人口38人，而人口密度為每平方千米0.41人。